# Si Felicetti
Lucia (Si) Felicetti, född 27 november 1929 i Stockholm, död 28 februari 2006 i Matteus församling, Stockholm, var en svensk översättare och feminist.
Felicetti bedrev språkstudier och var redaktör vid Kungliga Tekniska högskolans forskningsinstitut från 1956. Hon utförde skönlitterära (italienska) och tekniska översättningar (italienska och tyska). Hon var medlem i Grupp 8 och föreningen Kvinnokultur samt medverkade i antologin Kvinnor i alla länder... (1974), kollektivboken Nio kvinnor nio liv (1977) och Vi är många, mer än hälften: den italienska feminismens bidrag till kvinnokampen (tillsammans med Kjerstin Norén, 1978). Hon ingick i Kvinnobulletinens redaktion och ansvarig utgivare för denna tidskrift 1989–1995. Felicetti är gravsatt i minneslunden på Norra begravningsplatsen utanför Stockholm.